# بقولية
البُقُولِيَّة أو القَرْنِيَّة  أو الفَرَاشِيَّة أو القَطَانِيَّة أو الفُولِيَّة (بالإنجليزية: Fabaceae أو Leguminosae) هي فصيلة نبات من صف ثنائيات الفلقة، تضمّ حوالي 730 جنساً وأكثر من 19,400 نوع.
تعد هذه الفصيلة من أهم الفصائل النباتية وأكثرها ثراء من حيث التنوع ونظراً لكونها ذات قيمةٍ غذائيةٍ عاليةٍ للإنسان والحيوان. ويشتق الاسم من القرن الذي يحتوي حبوباً ثنائية الفلقة.
تتميز النباتات البقولية بتثبيت النيتروجين الجوي من خلال شراكة تعايشية مع بكتيريا المستجذرة وبذلك فنباتات هذه الفصيلة تساهم في زيادة خصوبة التربة إضافة إلى إنتاجها من المادة الجافة. وبفضل هذه الخاصية يمكن لنباتات الفصيلة البقولية أن تستعمل كسماد أخضر.

## التصنيف
تضم الفصيلة البقولية 908 أجناس: 619 منها ما يتبع الفصيلة مباشرة و189 منها يتبع أسرة الفولاوات (أوالفراشاوات) (باللاتينية: Faboideae) و38 جنساً يتبع أسرة السنطاوات (باللاتينية: Mimosoideae) و61 جنساً تتبع أسرة البقماوات (باللاتينية: Caesalpinoideae).
- قائمة أجناس الفصيلة البقولية

## الوصف العام لنباتات الفصيلة

### الأوراق
الأوراق متناوبة، مركبة ريشية أو كفية أو ثلاثية الوريقات، نادرًا بسيطة (لكنها لا تكون ثنائية الريش). تتحور لدى بعض الأنواع بعض الوريقات إلى محاليق تساعد النبات في التسلق. الأذنات تأخذ أشكالاً متنوعة، وتكون أحيانًا كبيرة كما هو الحال في الجلبان الذي يختزل فيه نصل الورقة إلى محلاق وتنمو الأذنات بشدة Lathyrus aphaca الأفاكي وتأخذ شكل وريقة.

### النورة والأزهار
النورة عنقودية في أغلب الحالات، وقد تكون رؤسية، أو شبه سنبلية كما في النفل.
الأزهار خنثوية، ازدواجية التناظر، فراشية الشكل. يتألف الكأس من 5 كأسيات ملتحمة بدرجات متفاوتة. التويج خماسي القطع تنتظم فيه البتلات وفق ترتيب خاص (متراكب نازل) K فهناك بتلة كبيرة ندعوها العلم، تغطي بتلتين جانبيتين (الجناحان)، يغطيان بدورهما قطعتين ملتحمتين جزئياً ندعوهما الزورق. المذكر مؤلف من 10 أسدية،
يمكن أن تلتحم خيوطها جميعًا مع بعضها مشكلة أنبوبًا سدويًا (مذكر وحيد الخوة (باللاتينية: Monoadelphous)) أو تلتحم 9 منها وتبقى العاشرة حرة (مذكر ثنائي الخوة (باللاتينية: Diadelphous))
أو تكون جميعها حرة. المؤنث يتألف من متاع واحد، عديدة البويضات، ذي مبيض علوي، وحيد الحجيرة.
صيغتها الزهرية: (باللاتينية: Ca (5) CO 1+2+(2) A 10 or (9)+1 or (10) G1)
التأبير حشري، حيث نلاحظ أن الأزهار الملونة، العطرة تبدي تكيفات دقيقة للتأبير المتصالب.

## الثمرة
الثمرة قرن غالبًا، يكون غير متفتح أحيانًا، ونادرًا ما يكون قرظة. تنضج البذور لدى العديد من الأجناس تحت التربة مثل الفستق السوداني.
تتضمن الفلقات الضخمة بروتينات ونشا ودهونًا. يضم النبات عدداً من القلويدات مثل الجنيسيرين (باللاتينية: Geneserine) والسيتيزين (باللاتينية: Cytisine) والصابونين (باللاتينية: Saponine) والسبارتين (باللاتينية: Spartein) والتانين، وHCN، بالإضافة إلى سكاكر غير متجانسة.
من أشهر البقوليات الغذائية الفاصولياء والبازلاء والفول وفول الصويا والحمص والعدس والترمس والفول السوداني.
من أشهر البقوليات العلفية الكرسنة والنفل والبرسيم الحجازي والبيقية وأنواع الفصة الحولية والمعمرة.
من الأشجار التي تنتمي لهذه الفصيلة الطلح والخروب.

## من الأجناس التي تنتمي لهذه الفصيلة
- البيقية (باللاتينية: Vicia)
- الترمس (باللاتينية: Lupinus)
- الشبرق (باللاتينية: Ononis)
- العنبريس (باللاتينية: Onobrychis)
- الفاصولياء (باللاتينية: Phaseolus)
- الفصة (باللاتينية: Medicago)
- الليسبيديزا (باللاتينية: Lespedeza)
- النفل (باللاتينية: Trifolium)
- الكِشْت (باللاتينية: Pueraria)
- تامر (باللاتينية: Dolichos)
- خِطْر (باللاتينية: Cladrastis)
- دريمة (باللاتينية: Piptanthus)

## القيمة الغذائية
تحتوي البقوليات على نسبة مرتفعة جداً من البروتين وتعتبر بديلاً اقتصادياً عن اللحوم. إلا أن تركيبها النباتي يختلف كثيرا عن البروتين الإنساني أو الحيواني ، فالبروتينات الحيوانية مثل لحم البقر أو الألبان هي أقرب إلى البروتينات الإنسانية فيكون استفادة الجسم منها أسهل وأكثر.
الجدول التالي يوضح النسب المئوية للماء والمواد المغذية في عدة أنواع بقولية.
| اسم الثمرة   | ماء   | بروتين  | دسم   | نشويات  |
| ------------ | ----- | ------- | ----- | ------- |
| فول طازج     | 82-90 | 2,5-6   | 0,3   | 6,5-8,5 |
| فول جاف      | 11-14 | 24-26   | 1,5-2 | 47-55   |
| بازلاء طازجة | 80    | 2,5-6,5 | 0,5   | 4-12,5  |
| بازلاء جافة  | 14    | 23      | 2     | 53      |
| حمص          |       | 20,5    | 4,8   | 61      |
| عدس          | 12    | 26      | 2     | 53      |
| فول الصويا   | 10    | 34      | 19    | 27      |
| فول سوداني   | 2     | 24      | 50    | 22      |
| لوبياء       | 15    | 38      | 4     | 25      |